# 高木きよ子
高木 きよ子（たかぎ きよこ、1918年6月23日 - 2011年1月3日 ）は、日本の宗教学者、歌人。

## 来歴
東京生まれ。1939年東京女子高等師範学校附属属高等女学校専攻科国語部卒。戦後、東京大学文学部研究生、お茶の水女子大学哲学科を経て、1954年から1960年まで東京大学大学院人文科学研究科宗教学科修士課程、博士課程に在籍。その間米国ハーバード大学に留学。1961年から1981年までアメリカ・カナダ大学連合日本研究センターに勤務、教授、副所長。その間、1968年から1969年まで米国コロンビア大学東洋学部講師。1981年から1984年までお茶の水女子大学教授。1985年から1989年まで東洋大学教授。1991年「西行の宗教的世界」で東大文学博士。

## 著書
- ウィリアム・ジェイムズの宗教思想 大明堂 1971
- 花明り 歌集 短歌新聞社 1978.11 (宇宙風叢書)
- 桜百首 万葉・古今・新古今・山家集 短歌新聞社 1979.6
- 文学にみられる生と死 大明堂 1983.4
- 桜花抄 歌集 短歌新聞社 1984.9 (宇宙風叢書)
- 西行の宗教的世界 大明堂 1989.6
- 桜ふたたび 歌集 短歌新聞社 1990.10 (宇宙風叢書)
- 桜 その聖と俗 中央公論社 1996.3
- 夕桜 歌集 短歌新聞社 1998.3 (宇宙風叢書)
- 西行 捨て果ててきと思ふ我身に 大明堂 2001.1
- 八人の女帝 大明堂 2002.6 のち冨山房インターナショナル 2005.10
- 桜の雫 歌集 短歌新聞社 2006.3 (宇宙風叢書)

## 翻訳
- 現代を生きぬく知恵 人生・信条・教育 F.メイヤー 神保信一、関根透共訳 文教書院 1975